# NGC 163
NGC 163 est une galaxie elliptique située dans la constellation de la Baleine. NGC 163 a été découverte par l'astronome germano-britannique William Herschel en 1798.

## Caractéristiques
Sa vitesse par rapport au fond diffus cosmologique est de 5 586 ± 23 km/s, ce qui correspond à une distance de Hubble de 82,4 ± 5,8 Mpc (∼269 millions d'al).
À ce jour, cinq mesures non basées sur le décalage vers le rouge (redshift) donnent une distance de 74,120 ± 21,791 Mpc (∼242 millions d'al), ce qui est à l'intérieur des valeurs de la distance de Hubble. Notons cependant que c'est avec la valeur moyenne des mesures indépendantes, lorsqu'elles existent, que la base de données NASA/IPAC calcule le diamètre d'une galaxie et qu'en conséquence le diamètre de NGC 163 pourrait être d'environ 37,1 kpc (∼121 000 al) si on utilisait la distance de Hubble pour le calculer.